# Très haute fréquence
Pour les articles homonymes, voir fréquence (homonymie).
La bande des très hautes fréquences (very high frequency/VHF) est la partie du spectre radioélectrique s'étendant de 30 MHz à 300 MHz , soit respectivement, de 10 à 1 m de longueur d'onde électromagnétique.

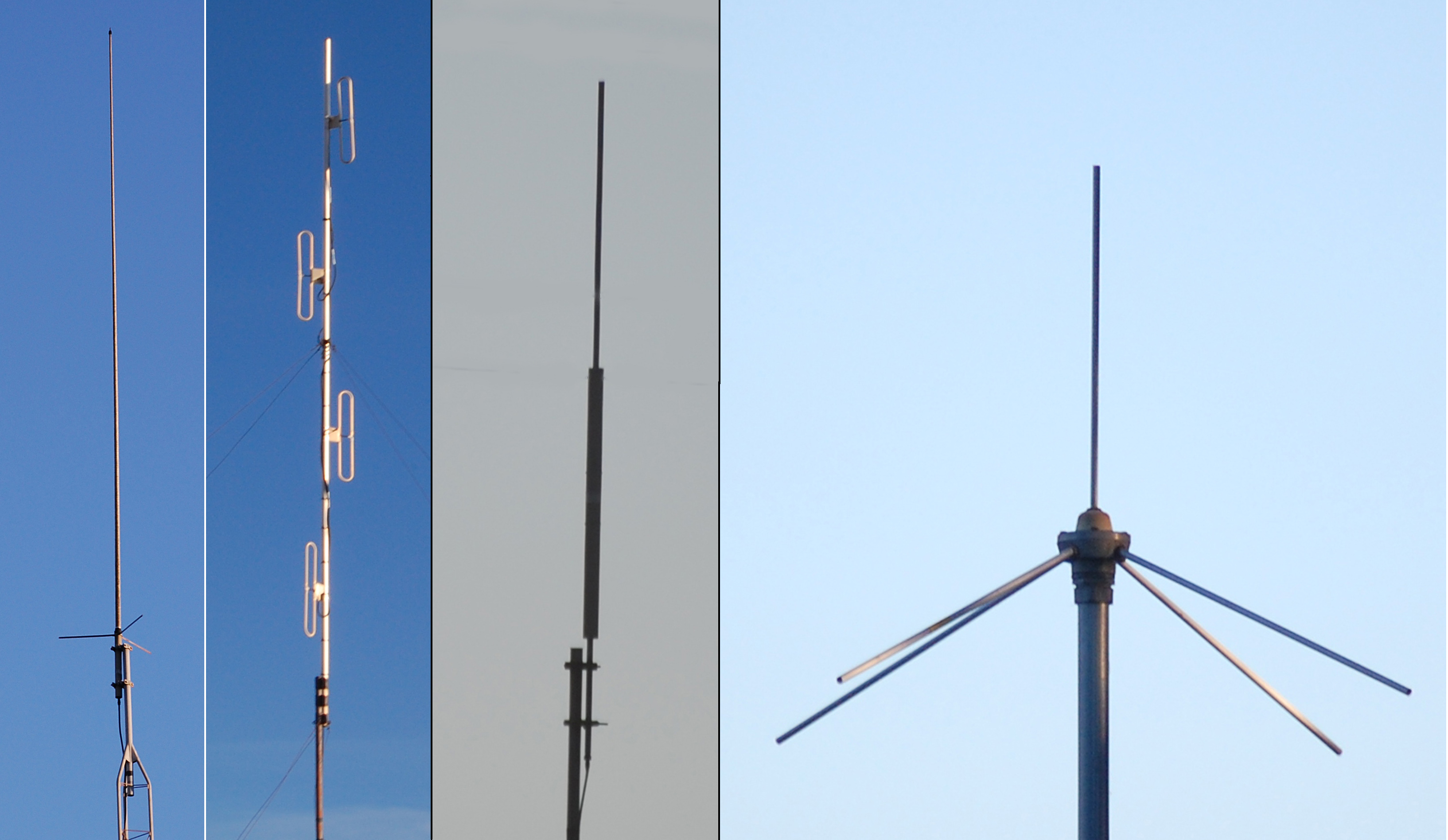
Antennes VHF de station type base.

## Propriétés générales
Les fréquences de 30 MHz à 300 MHz se propagent principalement en vue directe, avec des réflexions exceptionnelles sur les couches de l'ionosphère. Leur longueur d'onde est favorable aux liaisons mobiles ou fixes en radiotéléphonie avec des antennes simples non directionnelles et des puissances faibles (liaisons militaires, terrestres, maritimes et aéronautiques). L'invention des antennes Yagi a permis de réaliser des diagrammes d'antenne directifs pour les premiers radars ; ces antennes sont toujours largement utilisées aujourd'hui (télévision, FM, radioamateurs, télémesure fixe, liaisons satellitaires). Enfin la disponibilité de largeur de bande a permis le développement de la télévision[source insuffisante].

## Attribution des fréquences

Région 1 - Europe, l'ouest du Moyen-Orient, Afrique, le nord de l'Asie.
Région 2 - Amériques et au Groenland.
Région 3 - Océanie et la plupart de l'Asie, Australie, des îles du Pacifique, plus Hawaï

Les bandes sont attribuées par l'UIT, par la CEPT (allotissement des bandes) à des services affectataires qui à leur tour assignent les fréquences à leurs stations radio utilisatrices.
La bande des VHF est partagée entre de nombreuses utilisations, la diffusion de télévision terrestre et la radiodiffusion FM occupant la moitié du spectre, le reste est alloué en Europe aux liaisons satellitaires, maritimes, radioamateurs, aéronautiques, privées ou militaires, comme l'indique le tableau ci-dessous.
La propagation des ondes VHF étant régionale, des attributions des fréquences différentes sont applicables aux autres régions de l'UIT.

## Attribution des fréquences en France

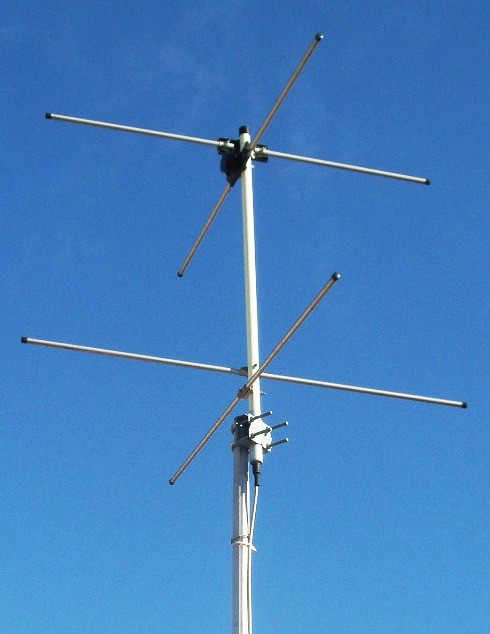
Antenne tourniquet utilisée pour la réception des données météorologiques par satellite de la bande: 137 MHz 138 MHz.

| Fréquence             | Utilisation                                                                        |
| --------------------- | ---------------------------------------------------------------------------------- |
| 30,525 à 32,125 MHz   | Réseaux privés                                                                     |
| 30,750 à 32,075 MHz   | Appareils faible portée non spécifiques                                            |
| 31,300 MHz            | Radiomessagerie sur site                                                           |
| 32,125 à 32,500 MHz   | Usage militaire                                                                    |
| 32,500 à 33,700 MHz   | Réseaux privés                                                                     |
| 32,800 MHz            | Microphones sans fils                                                              |
| 33,000 à 34,850 MHz   | Usage militaire                                                                    |
| 34,850 à 34,990 MHz   | Réseaux privés                                                                     |
| 35,000 à 35,050 MHz   | Radiocommande de modélisme aéromodélisme                                           |
| 35,060 à 36,200 MHz   | Réseaux privés                                                                     |
| 36,200 à 36,400 MHz   | Microphones sans fils                                                              |
| 36,400 à 37,500 MHz   | Usage militaire                                                                    |
| 37,500 à 38,250 MHz   | Radio-astronomie                                                                   |
| 39,000 à 40,600 MHz   | Réseaux privés                                                                     |
| 40,660 à 40,700 MHz   | Appareils faible portée non spécifiques                                            |
| 40,700 à 41,050 MHz   |                                                                                    |
| 41,060 à 41,105 MHz   | Radiocommande de modélisme aéromodélisme                                           |
| 41,100 à 41,200 MHz   | Radiocommande de modélisme                                                         |
| 41,205 à 41,245 MHz   | Téléalarme pour personnes âgées jusqu'au 31/12/2005                                |
| 41,300 à 41,500 MHz   | Téléphones mobiles sans fils vers bases 26,3 MHz à 26,5 MHz                        |
| 41.500 à 47,000 MHz   | Aviation légère de l'Armée de terre                                                |
| 47,000 à 47,120 MHz   | Réseaux privés                                                                     |
| 47,400 à 47,600 MHz   | Réseaux privés en région parisienne seulement                                      |
| 47,600 à 47,700 MHz   | Réseaux privés                                                                     |
| 50,000 à 50,200 MHz   | Trafic radioamateur, bande des 6 mètres                                            |
| 50,200 MHz            | Liaison vidéo sol-train, en Région parisienne                                      |
| 50,200 à 52,000 MHz   | Trafic radioamateur, bande des 6 mètres                                            |
| 55,750 à 63,750 MHz   | Télévision bande I                                                                 |
| 56,330 MHz            | Liaison vidéo sol-train, en région parisienne                                      |
| 62,860 MHz            | Liaison vidéo sol-train, en région parisienne                                      |
| 68,000 à 68,460 MHz   | Usage militaire                                                                    |
| 68,462 à 69,250 MHz   | Réseaux privés                                                                     |
| 69,250 à 70,000 MHz   | Usage militaire                                                                    |
| 70,250 à 70,525 MHz   | Réseaux privés                                                                     |
| 70,525 à 70,975 MHz   | Usage militaire                                                                    |
| 70,975 à 71,950 MHz   | Réseaux privés                                                                     |
| 71,300 à 71,800 MHz   | Appareils faible portée non spécifiques                                            |
| 72,200 à 72,500 MHz   | Radiocommande de modélisme                                                         |
| 72,500 à 73,300 MHz   | Réseaux privés                                                                     |
| 73,300 à 74,800 MHz   | Gendarmerie nationale                                                              |
| 75 MHz                | Radioborne aéronautique Marker .                                                   |
| 75,200 à 77,475 MHz   | Réseaux privés, taxis                                                              |
| 77,475 à 80,000 MHz   | Gendarmerie nationale                                                              |
| 80,000 à 82,475 MHz   | Réseaux privés                                                                     |
| 82,475 à 83,000 MHz   | Usage militaire                                                                    |
| 83,000 à 85,500 MHz   | Police                                                                             |
| 85,500 à 87,300 MHz   | pompiers, SAMU                                                                     |
| 87,300 à 87,500 MHz   | Radiomessagerie unilatérale : alphapage, biplus ou Eurosignal                      |
| 87,500 à 108,000 MHz  | Radiodiffusion FM bande II                                                         |
| 108,000 à 117,950 MHz | Radio Navigation Aéronautique (VOR et ILS)                                         |
| 117,975 à 137,000 MHz | Trafic aéronautique, bande aéronautique (fréquence d'urgence 121,5 MHz )           |
| 137,100 à 137,900 MHz | Liaisons satellitaires descendantes (Satellites Météo) par fax en FM de 40 kHz ( ) |
| 138,000 à 143,975 MHz | Usage militaire                                                                    |
| 143,987 5 MHz         | Pratique du vol libre, deltaplane, parapente en FM ( )                             |
| 144,000 à 146,000 MHz | Trafic radioamateur, bande des 2 mètres (APRS, AX.25).                             |
| 146,000 à 156,000 MHz | Trafic aéronautique (liaisons satellitaires montantes de 148 MHz à 150 MHz)        |
| 151,005 à 152,990 MHz | Réseaux privés                                                                     |
| 152,000 à 152,020 MHz | Radiomessagerie sur site                                                           |
| 152,570 à 152,655 MHz | Appareils faible portée non spécifiques                                            |
| 152,990 à 155,995 MHz | Réseaux privés                                                                     |
| 154,980 à 155,180 MHz | Liaisons fixes d'abonnés isolés                                                    |
| 155,995 à 162,995 MHz | Réseaux privés en dehors des côtes                                                 |
| 156,025 à 157,425 MHz | Trafic maritime et fluvial, bande « VHF marine » veille sur le Canal 16            |
| 160,625 à 160,950 MHz | Trafic maritime et fluvial, bande « VHF marine »                                   |
| 161,550 à 162,025 MHz | Trafic maritime et fluvial, bande « VHF marine »                                   |
| 162,500 à 162,525 MHz | Trafic maritime et fluvial, bande « VHF marine »                                   |
| 164,800 à 168,900 MHz | Réseaux privés                                                                     |
| 169,410 à 173,815 MHz | Radiomessagerie norme ERMES                                                        |
| 169,795 à 173,495 MHz | Réseaux privés                                                                     |
| 173,500 à 174,000 MHz | Police, pompiers, SAMU                                                             |
| 174,000 à 223,000 MHz | Télévision bande III et Radio numérique terrestre en France                        |
| 174,000 à 234,000 MHz | DAB bande III                                                                      |
| 175,500 à 178,500 MHz | Microphones sans fil                                                               |
| 183,500 à 186,500 MHz | Microphones sans fil                                                               |
| 223,500 à 225,000 MHz | Appareils faible portée non spécifiques jusqu'au 31 décembre 2005                  |
| 225,000 à 400,000 MHz | Bande aéronautique UHF, liaisons satellitaires, militaires, ACROPOL                |

## Propagation
Les signaux de cette bande de fréquence ne se propagent normalement pas au-delà de la ligne d'horizon, ce qui nécessite des antennes situées sur des points hauts. Cette portée dite « optique » dépend de la hauteur des antennes d'émission et de réception.
En mer, la propagation est de 4/3 de la portée optique.
Il existe d'autres modes de propagation épisodiques, comme la réflexion ionosphérique sur couche E en VHF basse (50 MHz) ou les réflexions sur aurores boréales et traînées de météores.

### La propagation locale

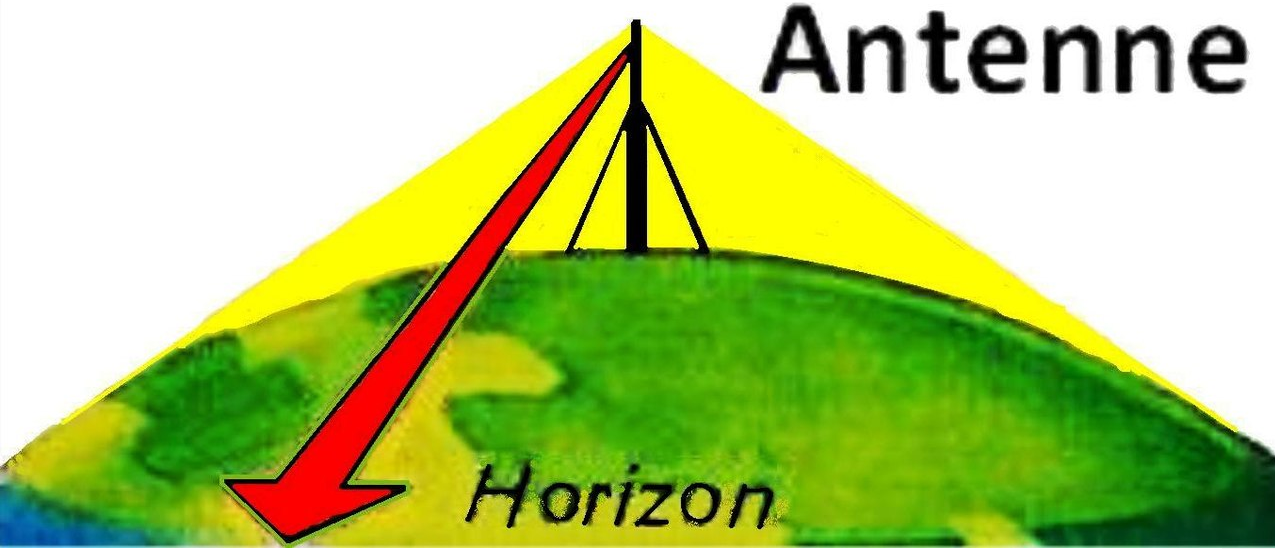
Propagation locale sur la bande VHF

La propagation est dans une zone de réception directe (quelques dizaines de kilomètres) en partant de l’émetteur : La propagation est comparable à celle d’un rayon lumineux, les obstacles sur le sol prenant de l’importance.
En absence d'obstacles, la portée d'une antenne radio est fonction de la courbure de la terre et de la hauteur des antennes d’émission et de réception selon la formule approchée : {\displaystyle d={\sqrt {Dh_{1}}}+{\sqrt {Dh_{2}}}}, ou {\displaystyle d} est la portée radio (sans obstacles intermédiaires), {\displaystyle h_{1}} est hauteur de l’antenne d’émission au-dessus de la hauteur moyenne du sol, {\displaystyle h_{2}} la hauteur de l’antenne de réception au-dessus de la hauteur moyenne du sol et {\displaystyle D} le diamètre de la terre.

### La propagation à grande distance

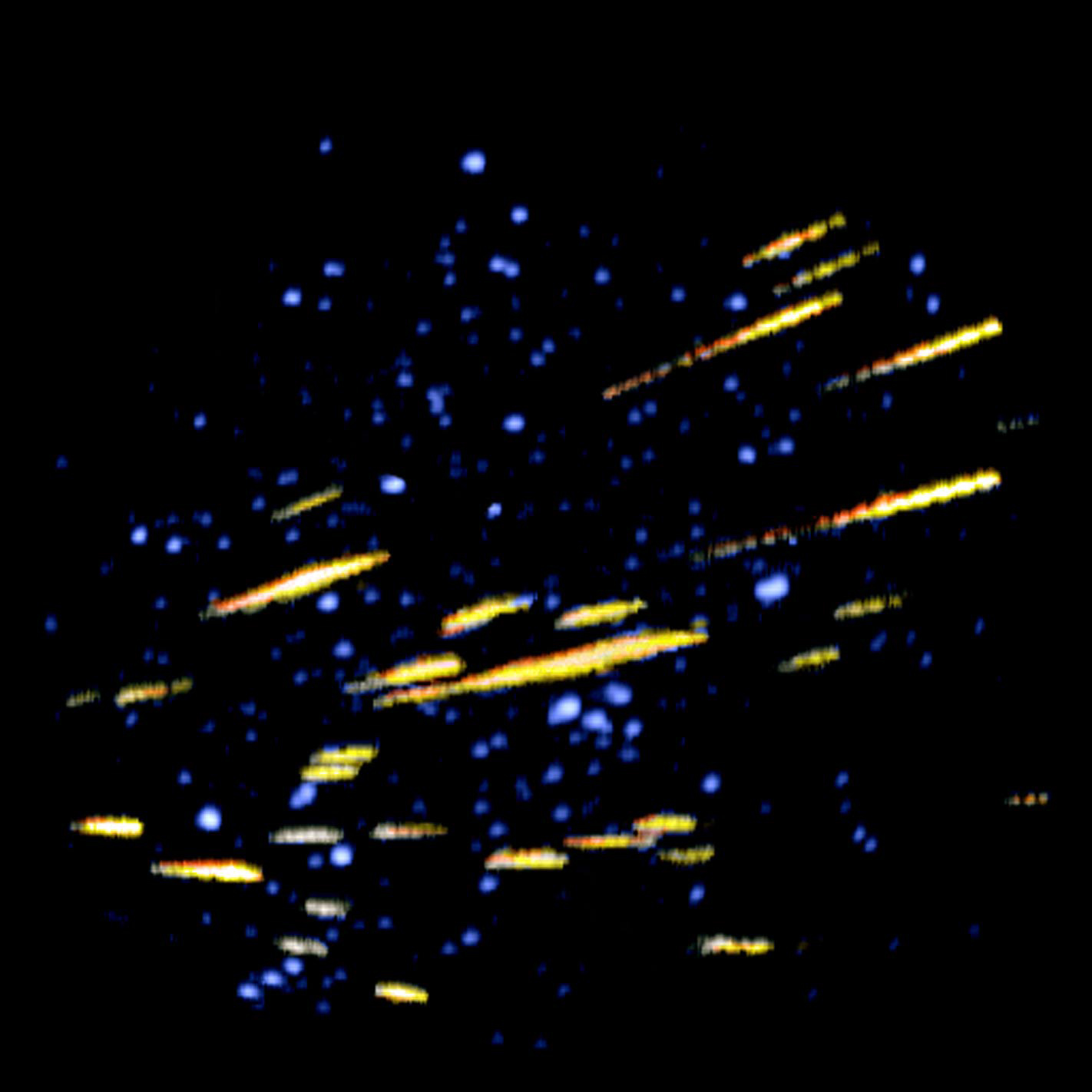
Traînées laissées par des météores.

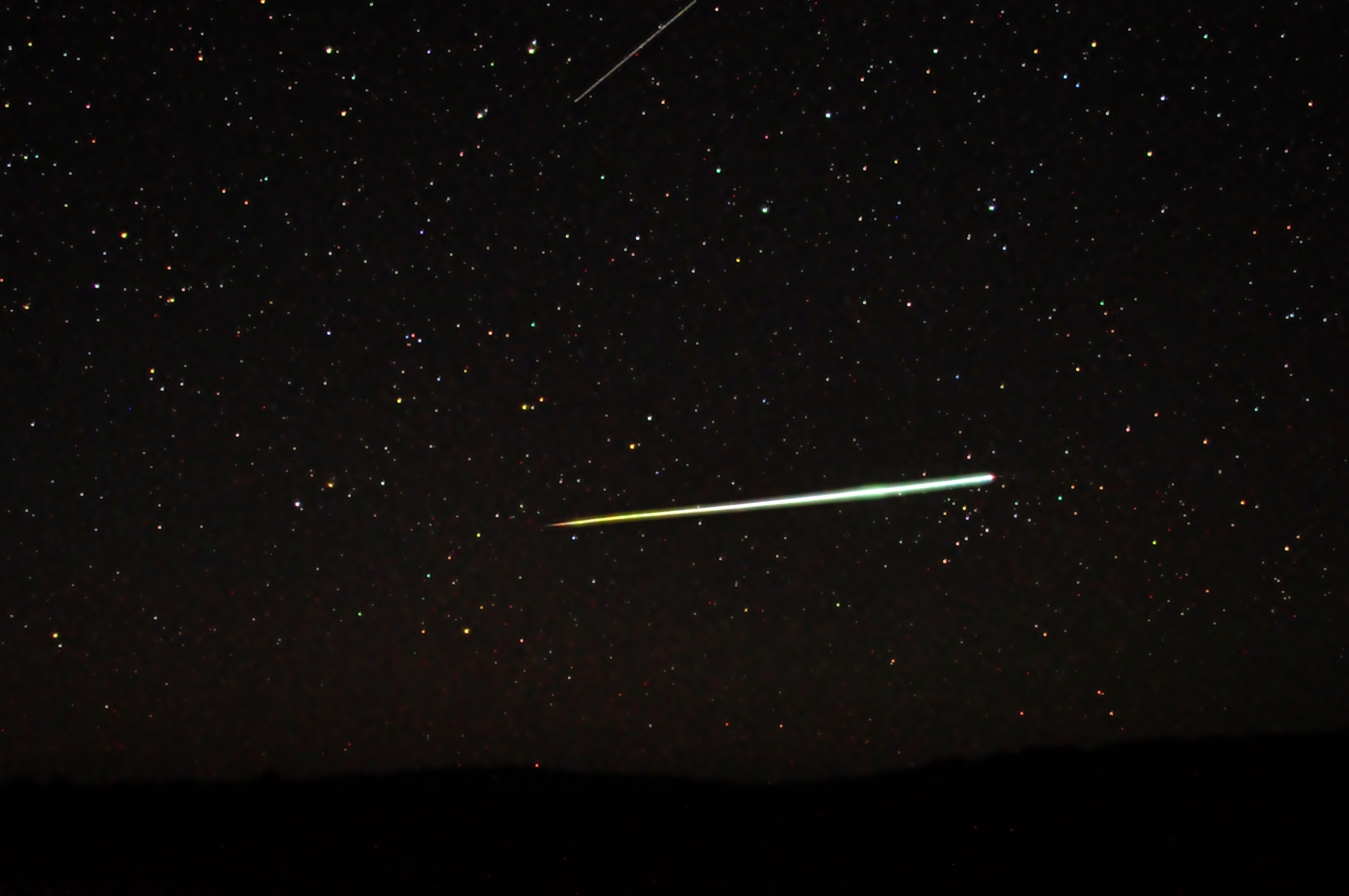
Traînées météoriques.

Cependant on observe des réceptions sporadiques à grande distance  :
- Chaque année, les ouvertures par propagation sporadique E sont assez fréquentes entre juin et juillet, tandis qu’elles sont moins fréquentes entre décembre et début janvier.
- Réflexion possible sur les aéronefs vers toutes les stations VHF en vue directe de cet aéronef.
- Troposphérique avec une portée jusqu’à 1000 km.
- Aurores boréales avec une portée jusqu’à 2 000 km depuis le 45e parallèle dans l’hémisphère Nord.
- Réflexion sur les traînées météoriques avec une portée par réflexion inférieure à 2 000 km.
- "EME" Réflexion volontaire sur la lune vers tous pays en vue directe de cet astre (sans couverture nuageuse).
- Vers le début de l’été lorsque le rayonnement solaire est particulièrement intense, on observe des réceptions sporadiques jusqu’à 2 000 km.
- Diffusion et réfraction atmosphérique en fonction de certaines conditions.
- Propagation sporadique par inversion de température.
- Le bas de la bande est ouverte en F2 le jour en période d’activité solaire supérieur à 150 taches, pour les communications intercontinentales. On rencontre en partant de l’émetteur une petite zone de réception par onde de sol, une zone de silence, une zone de réception indirecte, une zone de silence, une zone de réception indirecte, une zone de silence et ainsi de suite. L’énergie radiofréquence est réfléchie par les couches de l'ionosphère. Ces réflexions successives entre le sol ou la mer et les couches de l'ionosphère.